# Восточный Памье
Восто́чный Памье́ (фр. Pamiers-Est) — кантон во Франции, находится в регионе Юг — Пиренеи, департамент Арьеж. Входит в состав округа Памье.
Код INSEE кантона — 0922. Всего в кантон Восточный Памье входят 10 коммун, из них главной коммуной является Памье.
Кантон был образован в 1985 году.

## Коммуны кантона
| Коммуна           | Население, чел. (2006) | Почтовый индекс | Код INSEE |
| ----------------- | ---------------------- | --------------- | --------- |
| Арвинья           | 156                    | 09100           | 09022     |
| Боннак            | 680                    | 09100           | 09060     |
| Вильнёв-дю-Пареаж | 523                    | 09100           | 09339     |
| Ла-Тур-дю-Криё    | 1 978                  | 09100           | 09312     |
| Лез-Иссар         | 189                    | 09100           | 09145     |
| Ле-Карларе        | 141                    | 09100           | 09081     |
| Ле-Пюжоль         | 521                    | 09100           | 09238     |
| Людье             | 49                     | 09100           | 09175     |
| Памье             | 13 417 (часть коммуны) | 09100           | 09225     |
| Сент-Амаду        | 215                    | 09100           | 09254     |

## Население
Население кантона на 2006 год составляло 13 560 человек.
| 1962 | 1968 | 1975 | 1982 | 1990 | 1999 | 2006   | 2007 | 2008 | 2009 |
| ---- | ---- | ---- | ---- | ---- | ---- | ------ | ---- | ---- | ---- |
| —    | —    | —    | —    | —    | —    | 13 560 | —    | —    | —    |